# AGIL Volley 2018-2019
Questa voce raccoglie le informazioni riguardanti l'AGIL Volley nelle competizioni ufficiali della stagione 2018-2019.

## Stagione
Nella stagione 2018-19 l'AGIL Volley assume la denominazione sponsorizzata di Igor Gorgonzola Novara.
Grazie ai risultati ottenuti nella stagione 2017-18 partecipa alla Supercoppa italiana dove viene battuta dall'Imoco.
Partecipa per l'ottava volta alla Serie A1; chiude la regular season di campionato al secondo posto in classifica, qualificandosi per i play-off scudetto, dove arriva in finale, venendo sconfitta dall'Imoco.
Grazie al primo posto al termine del girone di andata di campionato, l'AGIL si qualifica per la Coppa Italia, competizione che vince per la terza volta, battendo in finale l'Imoco.
Partecipa inoltre alla Champions League: nella fase a gironi ottiene il primo posto nel proprio raggruppamento, qualificandosi per la fase a eliminazione diretta; si laurea per la prima volta campione d'Europa con il successo in finale sull'Imoco.

## Organigramma societario
Area direttiva
- Presidente: Giovanna Saporiti

Area tecnica
- Allenatore: Massimo Barbolini
- Allenatore in seconda: Davide Baraldi
- Assistente allenatore: Maurizio Mora
- Scout man: Mattia Gadda

Area sanitaria
- Medico: Stefania Bodini
- Preparatore atletico: Danilo Bramard
- Fisioterapista: Alessio Botteghi
- Osteopata: Stefano Tagliazucchi

## Rosa
| N° | Nome                 | Ruolo | Data di nascita  | Nazionalità sportiva |
| -- | -------------------- | ----- | ---------------- | -------------------- |
| 1  | Lauren Carlini       | P     | 28 febbraio 1995 | Stati Uniti          |
| 2  | Federica Stufi       | C     | 22 marzo 1988    | Italia               |
| 3  | Letizia Camera       | P     | 1º ottobre 1992  | Italia               |
| 4  | Celeste Plak         | S     | 26 ottobre 1995  | Paesi Bassi          |
| 5  | Yamila Nizetich      | S     | 26 gennaio 1989  | Argentina            |
| 10 | Cristina Chirichella | C     | 10 febbraio 1994 | Italia               |
| 11 | Stefania Sansonna    | L     | 1º novembre 1982 | Italia               |
| 12 | Francesca Piccinini  | S     | 10 gennaio 1979  | Italia               |
| 13 | Erblira Bici         | O     | 27 giugno 1995   | Albania              |
| 14 | Michelle Bartsch     | S     | 12 febbraio 1990 | Stati Uniti          |
| 15 | Giorgia Zannoni      | L     | 11 febbraio 1998 | Italia               |
| 17 | Stefana Veljković    | C     | 9 gennaio 1990   | Serbia               |
| 18 | Paola Egonu          | O     | 18 dicembre 1998 | Italia               |

## Mercato
| Acquisti | Acquisti          | Acquisti        | Acquisti   |
| R.       | Nome              | da              | Modalità   |
| -------- | ----------------- | --------------- | ---------- |
| S        | Michelle Bartsch  | UYBA            | definitivo |
| O        | Erblira Bici      | Mondovì         | definitivo |
| P        | Lauren Carlini    | Savino Del Bene | definitivo |
| S        | Yamila Nizetich   | Pesaro          | definitivo |
| C        | Federica Stufi    | UYBA            | definitivo |
| C        | Stefana Veljković | Chemik Police   | definitivo |

| Cessioni | Cessioni            | Cessioni          | Cessioni   |
| R.       | Nome                | a                 | Modalità   |
| -------- | ------------------- | ----------------- | ---------- |
| C        | Sara Bonifacio      | UYBA              | definitivo |
| S        | Stephanie Enright   | Türk Hava Yolları | definitivo |
| C        | Lauren Gibbemeyer   | Eczacıbaşı        | definitivo |
| P        | Katarzyna Skorupa   | -                 | svincolata |
| S        | Anthī Vasilantōnakī | Filottrano        | definitivo |

## Risultati

### Serie A1

#### Girone di andata
| 1ª giornata - 28 ottobre 2018 PalaTerdoppio, Novara              | AGIL            | 3 - 0 | Millenium Brescia | 25-11, 25-22, 25-12               |
| 2ª giornata - 1º novembre 2018 Palazzetto dello Sport, Scandicci | Savino Del Bene | 0 - 3 | AGIL              | 19-25, 18-25, 19-25               |
| 3ª giornata - 4 novembre 2018 PalaTerdoppio, Novara              | AGIL            | 3 - 0 | Bergamo           | 25-12, 25-15, 25-15               |
| 4ª giornata - 28 novembre 2018 PalaVerde, Villorba               | Imoco           | 1 - 3 | AGIL              | 17-25, 25-15, 21-25, 22-25        |
| 5ª giornata - 14 novembre 2018 PalaTerdoppio, Novara             | AGIL            | 3 - 2 | Club Italia       | 21-25, 22-25, 25-19, 25-10, 15-6  |
| 6ª giornata - 18 novembre 2018 PalaTerdoppio, Novara             | AGIL            | 3 - 1 | Filottrano        | 25-21, 19-25, 25-18, 25-21        |
| 7ª giornata - 24 novembre 2018 Nelson Mandela Forum, Firenze     | San Casciano    | 0 - 3 | AGIL              | 20-25, 23-25, 19-25               |
| 8ª giornata - 2 dicembre 2018 PalaTerdoppio, Novara              | AGIL            | 3 - 0 | Pro Victoria      | 25-23, 25-15, 25-19               |
| 10ª giornata - 15 dicembre 2018 PalaTerdoppio, Novara            | AGIL            | 3 - 0 | Chieri '76        | 25-20, 25-17, 25-10               |
| 11ª giornata - 23 dicembre 2018 PalaPiantanida, Busto Arsizio    | UYBA            | 2 - 3 | AGIL              | 26-24, 30-28, 19-25, 24-26, 10-15 |
| 12ª giornata - 26 dicembre 2018 PalaCastagnaretta, Cuneo         | Cuneo Granda    | 3 - 2 | AGIL              | 25-19, 25-21, 19-25, 23-25, 16-14 |
| 13ª giornata - 29 dicembre 2018 PalaTerdoppio, Novara            | AGIL            | 3 - 0 | Casalmaggiore     | 25-13, 25-18, 25-23               |

#### Girone di ritorno
| 1ª giornata - 6 gennaio 2019 PalaTerdoppio, Novara             | Millenium Brescia | 3 - 2 | AGIL            | 25-20, 25-19, 20-25, 18-25, 15-13 |
| 2ª giornata - 9 gennaio 2019 Palazzetto dello Sport, Scandicci | AGIL              | 2 - 3 | Savino Del Bene | 25-21, 20-25, 22-25, 25-21, 12-15 |
| 3ª giornata - 13 gennaio 2019 PalaTerdoppio, Novara            | Bergamo           | 1 - 3 | AGIL            | 21-25, 25-23, 22-25, 18-25        |
| 4ª giornata - 26 gennaio 2019 PalaVerde, Villorba              | AGIL              | 0 - 3 | Imoco           | 20-25, 18-25, 23-25               |
| 5ª giornata - 30 gennaio 2019 PalaTerdoppio, Novara            | Club Italia       | 1 - 3 | AGIL            | 13-25, 26-24, 15-25, 21-25        |
| 6ª giornata - 10 febbraio 2019 PalaTerdoppio, Novara           | Filottrano        | 0 - 3 | AGIL            | 22-25, 16-25, 15-25               |
| 7ª giornata - 16 febbraio 2019 Nelson Mandela Forum, Firenze   | AGIL              | 3 - 0 | San Casciano    | 25-19, 26-24, 25-19               |
| 8ª giornata - 23 febbraio 2019 PalaTerdoppio, Novara           | Pro Victoria      | 3 - 1 | AGIL            | 23-25, 25-16, 25-20, 25-20        |
| 10ª giornata - 9 marzo 2019 PalaTerdoppio, Novara              | Chieri '76        | 3 - 2 | AGIL            | 22-25, 22-25, 25-21, 25-19, 15-13 |
| 11ª giornata - 16 marzo 2019 PalaPiantanida, Busto Arsizio     | AGIL              | 3 - 0 | UYBA            | 30-28, 25-18, 25-21               |
| 12ª giornata - 24 marzo 2019 PalaCastagnaretta, Cuneo          | AGIL              | 3 - 2 | Cuneo Granda    | 25-15, 25-18, 18-25, 23-25, 15-12 |
| 13ª giornata - 30 marzo 2019 PalaTerdoppio, Novara             | Casalmaggiore     | 3 - 1 | AGIL            | 25-18, 19-25, 25-19, 25-21        |

#### Play-off scudetto
| Quarti di finale (gara 1) - 7 aprile 2019 PalaMensSana, Siena    | San Casciano    | 3 - 0 | AGIL            | 25-20, 25-22, 25-17               |
| Quarti di finale (gara 2) - 13 aprile 2019 PalaTerdoppio, Novara | AGIL            | 3 - 1 | San Casciano    | 27-25, 25-14, 21-25, 25-23        |
| Quarti di finale (gara 3) - 15 aprile 2019 PalaTerdoppio, Novara | AGIL            | 3 - 2 | San Casciano    | 25-22, 25-22, 21-25, 12-25, 17-15 |
| Semifinali (gara 1) - 18 aprile 2019 PalaMensSana, Siena         | Savino Del Bene | 3 - 2 | AGIL            | 25-16, 15-25, 25-17, 23-25, 15-12 |
| Semifinali (gara 2) - 20 aprile 2019 PalaTerdoppio, Novara       | AGIL            | 3 - 1 | Savino Del Bene | 27-25, 25-18, 23-25, 25-19        |
| Semifinali (gara 3) - 22 aprile 2019 PalaTerdoppio, Novara       | AGIL            | 3 - 2 | Savino Del Bene | 14-25, 25-22, 23-25, 25-18, 15-11 |
| Semifinali (gara 4) - 25 aprile 2019 PalaMensSana, Siena         | Savino Del Bene | 2 - 3 | AGIL            | 16-25, 25-21, 25-13, 21-25, 19-21 |
| Finale (gara 1) - 1º maggio 2019 PalaTerdoppio, Novara           | AGIL            | 0 - 3 | Imoco           | 15-25, 20-25, 15-25               |
| Finale (gara 2) - 4 maggio 2019 PalaVerde, Villorba              | Imoco           | 3 - 0 | AGIL            | 25-16, 25-23, 25-23               |
| Finale (gara 3) - 6 maggio 2019 PalaVerde, Villorba              | Imoco           | 3 - 2 | AGIL            | 25-16, 23-25, 25-11, 20-25, 15-13 |

### Coppa Italia
| Quarti di finale (andata) - 16 gennaio 2019 PalaCastagnaretta, Cuneo | Cuneo Granda | 0 - 3 | AGIL         | 12-25, 16-25, 22-25               |
| Quarti di finale (ritorno) - 20 gennaio 2019 PalaTerdoppio, Novara   | AGIL         | 3 - 1 | Cuneo Granda | 25-23, 25-16, 13-25, 25-23        |
| Semifinali - 2 febbraio 2019 PalaOlimpia, Verona                     | AGIL         | 3 - 0 | UYBA         | 25-22, 25-21, 25-19               |
| Finale - 3 febbraio 2019 PalaOlimpia, Verona                         | AGIL         | 3 - 2 | Imoco        | 25-22, 20-25, 12-25, 25-22, 15-12 |

### Supercoppa italiana
| Finale - 10 novembre 2018 PalaVerde, Villorba | Imoco | 3 - 1 | AGIL | 25-21, 25-17, 17-25, 25-23 |

### Champions League

#### Fase a gironi
| 1ª giornata - 22 novembre 2018 PalaTerdoppio, Novara                 | AGIL           | 3 - 0 | Budowlani Łódź | 25-19, 25-19, 25-20 |
| 2ª giornata - 19 dicembre 2018 Palazzetto dello Sport Uruchje, Minsk | Minčanka       | 0 - 3 | AGIL           | 19-25, 32-34, 16-25 |
| 3ª giornata - 22 gennaio 2019 Palais des Victoires, Cannes           | RC Cannes      | 0 - 3 | AGIL           | 15-25, 17-25, 19-25 |
| 4ª giornata - 7 febbraio 2019 PalaTerdoppio, Novara                  | AGIL           | 3 - 0 | Minčanka       | 25-16, 25-13, 25-19 |
| 5ª giornata - 19 febbraio 2019 Łódź Sport Arena, Łódź                | Budowlani Łódź | 0 - 3 | AGIL           | 19-25, 16-25, 11-25 |
| 6ª giornata - 26 febbraio 2019 PalaTerdoppio, Novara                 | AGIL           | 3 - 0 | RC Cannes      | 25-20, 25-18, 25-15 |

#### Fase a eliminazione diretta
| Quarti di finale (andata) - 12 marzo 2019 SCHARRena, Stoccarda      | MTV Stoccarda | 1 - 3 | AGIL          | 19-25, 24-26, 25-19, 20-25                   |
| Quarti di finale (ritorno) - 21 marzo 2019 PalaTerdoppio, Novara    | AGIL          | 3 - 2 | MTV Stoccarda | 25-14, 25-22, 16-25, 18-25, 16-14            |
| Semifinali (andata) - 4 aprile 2019 VakıfBank Spor Sarayı, Istanbul | VakıfBank     | 0 - 3 | AGIL          | 17-25, 25-27, 15-25                          |
| Semifinali (ritorno) - 10 aprile 2019 PalaTerdoppio, Novara         | AGIL          | 1 - 3 | VakıfBank     | 23-25, 20-25, 25-15, 21-25 Golden set: 16-14 |
| Finale - 18 maggio 2019 Max-Schmeling-Halle, Berlino                | AGIL          | 3 - 1 | Imoco         | 25-18, 25-17, 14-25, 25-22                   |

## Statistiche

### Statistiche di squadra
| Competizione        | Punti | In casa | In casa | In casa | In trasferta | In trasferta | In trasferta | Totale | Totale | Totale |
| Competizione        | Punti | G       | V       | P       | G            | V            | P            | G      | V      | P      |
| ------------------- | ----- | ------- | ------- | ------- | ------------ | ------------ | ------------ | ------ | ------ | ------ |
| Serie A1            | 52    | 17      | 14      | 3       | 17           | 8            | 9            | 34     | 22     | 12     |
| Coppa Italia        | -     | 1       | 1       | 0       | 1            | 1            | 0            | 4      | 4      | 0      |
| Supercoppa italiana | -     | -       | -       | -       | -            | -            | -            | 1      | 0      | 1      |
| Champions League    | 18    | 5       | 4       | 1       | 5            | 5            | 0            | 11     | 10     | 1      |
| Totale              | -     | 23      | 19      | 4       | 23           | 14           | 9            | 50     | 36     | 14     |

G = partite giocate; V = partite vinte; P = partite perse

### Statistiche dei giocatori
| Giocatore      | Serie A1 | Serie A1 | Serie A1 | Serie A1 | Serie A1 | Coppa Italia | Coppa Italia | Coppa Italia | Coppa Italia | Coppa Italia | Supercoppa italiana | Supercoppa italiana | Supercoppa italiana | Supercoppa italiana | Supercoppa italiana | Champions League | Champions League | Champions League | Champions League | Champions League | Totale | Totale | Totale | Totale | Totale |
| Giocatore      | P        | PT       | AV       | MV       | BV       | P            | PT           | AV           | MV           | BV           | P                   | PT                  | AV                  | MV                  | BV                  | P                | PT               | AV               | MV               | BV               | P      | PT     | AV     | MV     | BV     |
| -------------- | -------- | -------- | -------- | -------- | -------- | ------------ | ------------ | ------------ | ------------ | ------------ | ------------------- | ------------------- | ------------------- | ------------------- | ------------------- | ---------------- | ---------------- | ---------------- | ---------------- | ---------------- | ------ | ------ | ------ | ------ | ------ |
| M. Bartsch     | 31       | 322      | 294      | 20       | 8        | 3            | 51           | 43           | 6            | 2            | 1                   | 10                  | 7                   | 2                   | 1                   | 9                | 134              | 117              | 9                | 8                | 44     | 517    | 461    | 37     | 19     |
| E. Bici        | 17       | 73       | 61       | 9        | 3        | 2            | 12           | 12           | 0            | 0            | 1                   | 0                   | 0                   | 0                   | 0                   | 6                | 39               | 34               | 3                | 2                | 26     | 124    | 107    | 12     | 5      |
| L. Camera      | 17       | 2        | 1        | 1        | 0        | 2            | 3            | 1            | 2            | 0            | 0                   | 0                   | 0                   | 0                   | 0                   | 5                | 0                | 0                | 0                | 0                | 24     | 5      | 2      | 3      | 0      |
| L. Carlini     | 34       | 94       | 55       | 25       | 14       | 4            | 4            | 4            | 0            | 0            | 1                   | 0                   | 0                   | 0                   | 0                   | 11               | 43               | 18               | 8                | 17               | 50     | 141    | 77     | 33     | 31     |
| C. Chirichella | 32       | 236      | 166      | 50       | 20       | 4            | 33           | 25           | 8            | 0            | 1                   | 13                  | 10                  | 3                   | 0                   | 10               | 88               | 56               | 20               | 12               | 47     | 370    | 257    | 81     | 32     |
| P. Egonu       | 32       | 792      | 677      | 63       | 52       | 4            | 83           | 72           | 7            | 4            | 1                   | 30                  | 28                  | 1                   | 1                   | 9                | 210              | 180              | 21               | 9                | 46     | 1 115  | 957    | 92     | 66     |
| Y. Nizetich    | 32       | 116      | 86       | 7        | 23       | 3            | 9            | 7            | 2            | 0            | 1                   | 3                   | 3                   | 0                   | 0                   | 11               | 43               | 31               | 2                | 10               | 47     | 171    | 127    | 11     | 33     |
| F. Piccinini   | 30       | 101      | 84       | 8        | 9        | 4            | 6            | 6            | 0            | 0            | 1                   | 2                   | 1                   | 1                   | 0                   | 9                | 44               | 32               | 10               | 2                | 44     | 153    | 123    | 19     | 11     |
| C. Plak        | 26       | 184      | 154      | 13       | 17       | 3            | 24           | 21           | 0            | 3            | 0                   | 0                   | 0                   | 0                   | 0                   | 9                | 49               | 36               | 5                | 8                | 38     | 257    | 211    | 18     | 28     |
| S. Sansonna    | 33       | 0        | 0        | 0        | 0        | 4            | 0            | 0            | 0            | 0            | 1                   | 0                   | 0                   | 0                   | 0                   | 10               | 0                | 0                | 0                | 0                | 48     | 0      | 0      | 0      | 0      |
| F. Stufi       | 10       | 38       | 31       | 6        | 1        | 1            | 5            | 4            | 1            | 0            | 0                   | 0                   | 0                   | 0                   | 0                   | 2                | 12               | 8                | 2                | 2                | 13     | 55     | 43     | 9      | 3      |
| S. Veljković   | 33       | 297      | 192      | 75       | 30       | 4            | 28           | 21           | 4            | 3            | 1                   | 11                  | 7                   | 1                   | 3                   | 10               | 79               | 42               | 28               | 9                | 48     | 415    | 262    | 108    | 45     |
| G. Zannoni     | 25       | 2        | 0        | 0        | 2        | 4            | 2            | 1            | 0            | 1            | 1                   | 0                   | 0                   | 0                   | 0                   | 7                | 0                | 0                | 0                | 0                | 37     | 4      | 1      | 0      | 3      |

P = presenze; PT = punti totali; AV = attacchi vincenti; MV = muri vincenti; BV = battute vincenti